# Skoky do vody na mistrovství Evropy v plaveckých sportech 1970
Závody v skocích do vody na mistrovství Evropy v plaveckých sportech za rok 1970 proběhly v Barceloně, Španělsko ve dnech 4. až 13. září 1970.

## Československá stopa
Československo reprezentovaly Milena Duchková (*1952), Zuzana Hellerová (*1953) a Marcela Bohunová (*1951). Všechny z pražského klubu Slavia VŠ. V disciplíně skoku z 3 m prkna obsadila Duchková 5. místo a Hellerová 14. místo. Startovalo 20 závodnic. V disciplíně skoku z 10 m věže obsadila Bohunová 17. místo a Duchková 1. místo s titulem mistryně Evropy. Startovalo 19 závodnic. Šéftrenérkou reprezentace byla Marie Čermáková.

## Výsledky
| Muži              | Zlato                 | Zlato  | Stříbro                 | Stříbro | Bronz                    | Bronz  |
| ----------------- | --------------------- | ------ | ----------------------- | ------- | ------------------------ | ------ |
| Skoky z 3 m prkna | Franco Cagnotto (ITA) | 555,21 | Klaus Dibiasi (ITA)     | 534,72  | Vladimir Vasin (URS)     | 529,80 |
| Skoky z 10 m věže | Lothar Matthes (GDR)  | 454,74 | Klaus Dibiasi (ITA)     | 444,18  | Franco Cagnotto (ITA)    | 435,36 |
| Ženy              | Zlato                 | Zlato  | Stříbro                 | Stříbro | Bronz                    | Bronz  |
| Skoky z 3 m prkna | Heidi Beckerová (GDR) | 420,63 | Marina Janickeová (GDR) | 407,22  | Tamara Safronovová (URS) | 405,60 |
| Skoky z 10 m věže | Milena Duchková (TCH) | 336,33 | Marina Janickeová (GDR) | 329,85  | Sylvia Fiedlerová (GDR)  | 322,26 |

## Medailová bilance
Ve skocích do vody se rozdělily celkem 4 sady medailí.
| Pořadí | Stát                   |       | Muži    | Muži  | Muži  |         | Ženy  | Ženy  | Ženy    |       | Muži + Ženy | Muži + Ženy | Muži + Ženy | Celkem |
| Pořadí | Stát                   | Zlato | Stříbro | Bronz | Zlato | Stříbro | Bronz | Zlato | Stříbro | Bronz |             |             |             | Celkem |
| ------ | ---------------------- | ----- | ------- | ----- | ----- | ------- | ----- | ----- | ------- | ----- | ----------- | ----------- | ----------- | ------ |
| 1.     | Východní Německo (GDR) |       | 1       | 0     | 0     |         | 1     | 2     | 1       |       | 2           | 2           | 1           | 5      |
| 2.     | Itálie (ITA)           |       | 1       | 2     | 1     |         | 0     | 0     | 0       |       | 1           | 2           | 1           | 4      |
| 3.     | Československo (TCH)   |       | 0       | 0     | 0     |         | 1     | 0     | 0       |       | 1           | 0           | 0           | 1      |
| 4.     | Sovětský svaz (URS)    |       | 0       | 0     | 1     |         | 0     | 0     | 1       |       | 0           | 0           | 2           | 2      |
| Celkem | Celkem                 |       | 2       | 2     | 2     |         | 2     | 2     | 2       |       | 4           | 4           | 4           | 12     |